# 荒戸完
荒戸 完（あらと かん、1990年4月27日 - ）は、日本のディスクジョッキー (DJ)、ナレーターである。福岡県福岡市出身。フリーランス。

## 来歴・人物
久留米大学附設高等学校卒業。日本大学芸術学部演劇学科演技コース卒業。
2014年11月、J-WAVE主催 ナビゲーターオーディションにてグランプリを受賞。
アクション映画、ファッションに造詣が深い。ファッションはアメカジ、ミリタリー系に強く、古着のリメイクや、デザイン、シルクスクリーン等で自作も行っている。その洋服好きが高じ、2017年にARATOSを設立。自ら製作・発送まで全て行なっており、そのほとんどが本人によるシルクスクリーンでのプリントや刺繍が施されたものである。
過去の担当番組Groover's Dive では、腹筋している女性に電話をかけて学生の相談に応えてもらうコーナー「腹筋しながらこんばんは」や、入浴中の女性に電話で学生のお悩みを解決してもらうコーナー「バスルームからこんばんは」が人気を博した。
自宅のベランダはボーリングが出来るほど長い。
父は元RKB毎日放送アナウンサーの坂口卓司。
家族LINEでオンエアのダメ出しをされる。
放送中、モノマネを度々披露するが高いレベルの物から低いレベルの物までレパートリーは大変豊富である。
テレビ東京アナウンサーの福田典子は、小学校の同級生で、同じクラスに在籍していた。
自宅では全裸の上に、gelato pique(ジェラートピケ)のバスローブ１枚で生活している

## 出演番組

### 現在
- MORNING BOOOOOOST（2022年4月 -　月曜 - 金曜 6:00 - 9:00 ZIP-FM）
- うまい!の極み（2023年4月 -　火曜 22:57 - 23:00 CBCテレビ）

### 過去
RADIO
- Z-POP STREET（ZIP-FM、2016年4月 - 2017年3月）
- Groover's Dive（ZIP-FM、2015年4月 - 2020年3月）
- Mirror Park（ZIP-FM、2020年6月23日、2022年3月2日）- 小林拓一郎の代演
- FUNNY BUDDY（ZIP-FM、2018年4月 - 2022年3月、土曜 13:00 - 16:00）
- Z-BIZ.（ZIP-FM、2020年4月 - 2022年3月31日、月曜 - 木曜 19:00 - 21:00）
- FUNNY PUPPY（ZIP-FM、2022年12月17日）- 川村茉由の代演
- NEW YEAR SPECIAL MUSIC RELAY 2023(PART1)（ZIP-FM、2023年1月1日 1:00 - 2:00）
- ZAPPA（J-WAVE、2015年4月 - 2016年3月、土曜 5:00 - 6:00）

CM
- 「カロヤン プログレ」ナレーション
- 「あいちトリエンナーレ2016」ナレーション
- 「Web CM ギャツビー泡道」ナレーション

MV
- 野田愛実／うらがえし[5]